# Emivirin
Emivirin (Coactinon, MKC-442) ist ein nichtnucleosidischer Reverse-Transkriptase-Inhibitor. Die Arbeiten an dem Wirkstoff wurden von Triangle Pharmaceuticals jedoch abgebrochen, da keine verbesserte Wirksamkeit nachgewiesen werden konnte. Der Wirkstoff sollte zur Behandlung von HIV eingesetzt werden.

## Pharmakologie
Emivirin lagert sich an eine Region der reversen Transkriptase, die dem katalytischen Zentrum benachbart ist und hemmt das Enzym allosterisch.